# Buturica
Buturica (makedonska: Бутурица) är ett vattendrag i Nordmakedonien.   Det rinner genom kommunen Prilep, i den centrala delen av landet, 90 kilometer söder om huvudstaden Skopje.